# Alton (Hampshire)
Pour les articles homonymes, voir Alton.
Alton est une petite ville marchande de l'Hampshire en Angleterre, au sud-ouest de Farnham. 
Sa population était de 17 816 habitants au recensement de 2011 et elle est administrée par conseil du district de l'East Hampshire.

## Jumelages
- Pertuis (France).
- Montecchio Maggiore (Italie)